# 竟宁
竟宁（前33年）是西汉时期汉元帝刘奭的第四个年号，也是他的最后一个年号。共计1年。竟寧元年六月汉成帝即位後沿用該年號。

## 大事记
- 王昭君和亲匈奴

## 纪年表
| 竟宁 | 元年   |
| ---- | ------ |
| 公元 | 前33年 |
| 干支 | 戊子   |

## 参看
- 中國年號索引

| 前一年號： 建昭 | 西漢年號 竟寧 | 下一年號： 建始 |